# Удовицкий, Гавриил Гаврилович
Гаврии́л Гаври́лович Удовицкий (13 июля 1872, Кобелячек, Полтавская губерния — 16 марта 1945, Кривой Рог, Днепропетровская область) — член III Государственной думы от Полтавской губернии, герой Русско-японской войны.

## Биография
Православный, казак Кременчугской паланки, села Кобелячок Кременчугского уезда. Отец — Удовицкий Гаврил Иванович, мать — Удовицкая Анна Ивановна.
Окончил одноклассное народное училище.
В течение шести лет отбывал военную службу на Дальнем Востоке в Уссурийском мортирном полку, 1-м мортирном батальоне в Никольске-Уссурийском. Участвовал в Русско-японской войне и за боевые отличия был удостоен Георгиевского креста 4-й степени. Затем занимался земледелием, имел 5 десятин собственной земли.
В 1907 году был избран в члены III Государственной думы от Полтавской губернии съездом уполномоченных от волостей. Входил во фракцию октябристов, со 2-й сессии — во фракцию прогрессистов, с 4-й сессии — в группу беспартийных. Состоял членом переселенческой комиссии.
Был женат. Жена Удовицкая Матрёна Гавриловна. Дети, сын Иван, дочери Полина, Мария, Галина, сын Степан.
С 1928 года проживал в городе Кривой Рог Днепропетровской области.
Умер 16 марта 1945 года в Кривом Роге, где и похоронен на Черногорском кладбище по Галаховской улице.